# Acacia ingramii
Acacia ingramii är en ärtväxtart som beskrevs av Mary Douglas Tindale. Acacia ingramii ingår i släktet akacior, och familjen ärtväxter. Inga underarter finns listade i Catalogue of Life.